# Heteromysis microps
Heteromysis microps är en kräftdjursart som först beskrevs av Georg Ossian Sars 1877.  Heteromysis microps ingår i släktet Heteromysis och familjen Mysidae. Inga underarter finns listade i Catalogue of Life.